# HC Ambrì-Piotta
HC Ambrì-Piotta – szwajcarski klub hokeja na lodzie z siedzibą w Ambrì.

## Sukcesy
- Złoty medal Nationalliga B: 1948, 1949, 1950, 1953, 1970, 1985
- Srebrny medal Nationalliga B: 1965, 1966, 1967, 1969
- Brązowy medal Nationalliga B: 1952, 1984
- Srebrny medal mistrzostw Szwajcarii: 1999
- Brązowy medal mistrzostw Szwajcarii: 1957, 1987, 1988
- Puchar Szwajcarii: 1962
- Finał Pucharu Szwajcarii: 1972
- Puchar Kontynentalny: 1999, 2000
- Superpuchar IIHF: 1999
- Finał Superpucharu IIHF: 2000
- Puchar Spenglera: 2022